# Divize C 1985/1986
V soubojích 21. ročníku České divize C 1985/86 se utkalo 16 týmů dvoukolovým systémem podzim–jaro. Tento ročník začal v srpnu 1985 a skončil v červnu 1986.

## Nové týmy v sezoně 1985/86
Z 2. ligy – sk. A 1984/85 sestoupilo do Divize C mužstvo TJ Náchod. Z krajských přeborů ročníku 1984/85 postoupilo vítězné mužstvo VTJ Hradec Králové z Východočeského krajského přeboru. Také sem bylo přeřazena mužstva TJ Admira Praha 8 z Divize B a TJ Jiskra Holice z Divize D.

## Výsledná tabulka
| Poř. | Tým                           | Z  | V  | R  | P  | VG  | OG | B  |
| ---- | ----------------------------- | -- | -- | -- | -- | --- | -- | -- |
| 1.   | TJ Sparta ČKD Praha junioři   | 30 | 19 | 4  | 7  | 65  | 34 | 42 |
| 2.   | TJ Slovan Elitex Liberec "B"  | 30 | 15 | 8  | 7  | 42  | 36 | 38 |
| 3.   | TJ Spartak Choceň             | 30 | 12 | 8  | 10 | 45  | 35 | 32 |
| 4.   | TJ Náchod                     | 30 | 12 | 8  | 10 | 58  | 51 | 32 |
| 5.   | TJ Spartak BS Vlašim          | 30 | 11 | 9  | 10 | 39  | 47 | 31 |
| 6.   | SK Sparta Kutná Hora          | 30 | 12 | 6  | 12 | 46  | 35 | 30 |
| 7.   | TJ ADmira Praha 8             | 30 | 10 | 9  | 11 | 44  | 42 | 29 |
| 8.   | TJ Spartak Hradec Králové "B" | 30 | 10 | 9  | 11 | 421 | 42 | 29 |
| 9.   | TJ Slavoj Vyšehrad            | 30 | 9  | 11 | 10 | 41  | 44 | 29 |
| 10.  | TJ BSS Brandýs nad Labem      | 30 | 9  | 10 | 11 | 37  | 35 | 28 |
| 11.  | VTJ Hradec Králové            | 30 | 11 | 6  | 13 | 43  | 42 | 28 |
| 12.  | TJ Jiskra Holice              | 30 | 10 | 8  | 12 | 31  | 42 | 28 |
| 13.  | TJ Transporta Chrudim         | 30 | 9  | 10 | 11 | 36  | 48 | 28 |
| 14.  | TJ EMĚ Mělník                 | 30 | 11 | 5  | 14 | 42  | 55 | 27 |
| 15.  | TJ Lokomotiva Trutnov         | 30 | 10 | 6  | 14 | 41  | 51 | 26 |
| 16.  | TJ Meteor Praha 8             | 30 | 8  | 7  | 15 | 36  | 49 | 23 |

Poznámky:
- Z = Odehrané zápasy; V = Vítězství; R = Remízy; P = Prohry; VG = Vstřelené góly; OG = Obdržené góly; B = Body

|  | Postup do 3. ligy – sk. A 1986/87                |
|  | Sestup do příslušného oblastního přeboru 1986/87 |